# Farhangia sedecimdentata
Farhangia sedecimdentata är en loppart som beskrevs av Mardon et Durden 2003. Farhangia sedecimdentata ingår i släktet Farhangia och familjen Stivaliidae. Inga underarter finns listade i Catalogue of Life.